# Barbara Bacciottini
 (Firenze, 28 luglio 1994) è una pallavolista italiana, palleggiatrice del San Salvatore Telesino.

## Carriera

### Club
La carriera di Barbara Bacciottini inizia a Firenze in una squadra rionale, la Rifredi 2000, società con la quale nell'annata 2009-2010 arriva in Serie B1.
Nella stagione 2010-2011 passa al Villanterio, dove si aggrega giovanissima alla prima squadra in Serie A1, disputando con la stessa maglia anche i campionati di Serie B2 e under 18.
Nella stagione 2011-2012 passa al Casciavola, disputando i campionati di Serie B1 e Under 18, arrivando a disputare le finali nazionali di categoria.
Nelle stagioni successive veste le maglie di molte società di Serie A, con due cambi in corso d'anno: il primo nella stagione 2013-14 passando dalla Savino Del Bene all'Ornavasso; il secondo nella stagione 2017-18 passando dal Soverato al Pisogne, in Serie B1.
A gennaio 2020 si trasferisce in Ungheria, dove disputa la seconda parte della Nemzeti Bajnokság I 2019-20 con il Nyíregyháza, ma già l'anno successivo torna in Italia per difendere i colori del Blu Quarrata, in Serie B1.
Nella stagione 2021-22 accetta la proposta della Modica, di nuovo in Serie A2, mentre in quella 2022-23 si accasa al San Salvatore Telesino, in Serie B1.

### Nazionale
Nelle due stagioni di under 18 partecipa a diversi collegiali della nazionale italiana under 18 arrivando a disputare il torneo di qualificazione al campionato europeo di categoria nel 2011.